# Nellie (Ohio)
Nellie è un villaggio degli Stati Uniti d'America, situato nello stato dell'Ohio, nella contea di Coshocton.